# Estrela da Casa (1.ª temporada)
A primeira temporada do reality show musical brasileiro Estrela da Casa foi exibida pela TV Globo entre 13 de agosto de 2024 e 1 de outubro de 2024, totalizando 50 episódios. Esta edição teve apresentação de Ana Clara e direção artística de Rodrigo Dourado, inicialmente junto a Creso Eduardo Macedo, que saiu da equipe após uma semana da estreia. A produção foi de Maiana Timoner e Bruna Zimbrão, e a direção de gênero ficou a cargo de Boninho.
A edição terminou com a vitória do cantor sertanejo Lucca, de 27 anos, natural de Goiânia, Goiás, que faturou o prêmio máximo de mais de R$ 1 milhão em dinheiro, um contrato com a gravadora Universal Music, gerenciamento de carreira e planejamento artístico, uma turnê pelo Brasil e a inclusão de uma música na trilha sonora da novela das 9.

## Exibição
O programa foi exibido diariamente pela TV Globo em sinal aberto e pelo Multishow em TV por assinatura, onde foram transmitidos flashes ao vivo com momentos da competição. A transmissão 24 horas por dia foi disponibilizada pelo Globoplay, permitindo que os assinantes acompanhassem integralmente a rotina dos participantes. Além disso, conteúdos extras e bastidores do programa foram veiculados no gshow, oferecendo ao público uma experiência ainda mais completa.

## O Jogo

### Prêmio
O prêmio, que inicialmente havia sido anunciado como R$ 500 mil, recebeu uma atualização durante o programa ao vivo do dia 6 de setembro. A apresentadora Ana Clara anunciou para os participantes e para o público que o prêmio havia aumentado para R$ 750 mil.
Já no dia da final, em 1º de outubro de 2024, foi anunciado para os participantes e para o público que o prêmio aumentou para R$ 1 milhão, com a turbinada e os rendimentos extras do Mercado Pago. Os outros prêmios continuaram sem alteração: contrato com gravadora, gerenciamento de carreira, turnê pelo Brasil e música na trilha sonora de Mania de Você.
Além disso, os quatro finalistas (Leidy Murilho, Lucca, Matheus Torres e Unna X) acumularam os seguintes saldos individuais ao longo do programa:
- Leidy Murilho: R$ 12.916;
- Lucca: R$ 10.582;
- Matheus Torres: R$ 34.795;
- Unna X: R$ 20.516.

### Cifras
A moeda dentro do jogo é chamada de Cifras. Os vencedores das provas e os participantes que retornam das Batalhas acumulam Cifras para serem apostadas nos Leilões após as Oficinas de Talentos. Quando um participante recebe uma punição (chamada de Desafinada) por descumprimento de alguma regra, a produção desconta um valor do acumulado individual.

### Homenagens
Em alguns sábados os participantes foram convocados ao estúdio musical da casa para serem separados em grupos e prestarem homenagem a ídolos da música brasileira. Ao chegar no estúdio, o produtor musical Alexandre Castilho apresentava as músicas disponíveis e os participantes se separavam em grupos e escolhiam suas músicas, tendo um tempo para ensaio e, em seguida, realizando a apresentação, sem impacto direto na dinâmica do jogo. Na segunda semana aconteceu a primeira homenagem, dedicada ao Tim Maia. Na quarta semana a casa fez duas homenagens, uma ao músico Sérgio Mendes, que havia falecido no dia anterior e outra para Lulu Santos.
| Semana | Homenageado(a)   | Música                               | Participantes                                                                      | Ref.  |
| ------ | ---------------- | ------------------------------------ | ---------------------------------------------------------------------------------- | ----- |
| 2      | Tim Maia         | "O Descobridor dos Sete Mares"       | Califfa, Evellin, Mayarah, Ramalho, Thália                                         | [ 2 ] |
| 2      | Tim Maia         | "Gostava Tanto de Você"              | Gael, Matheus, Nick, Unna                                                          | [ 2 ] |
| 2      | Tim Maia         | "Não Quero Dinheiro (Só Quero Amar)" | Leidy, Lucca, Nicole, Rodrigo                                                      | [ 2 ] |
| 3      | Marília Mendonça | "Supera"                             | Califfa, Evellin, Nick, Ramalho                                                    | [ 5 ] |
| 3      | Marília Mendonça | "Eu Sei de Cor"                      | Gael, Leidy, Mayarah, Nicole                                                       | [ 5 ] |
| 3      | Marília Mendonça | "Infiel"                             | Lucca, Matheus, Thália, Unna                                                       | [ 5 ] |
| 4      | Sérgio Mendes    | "Mas que Nada"                       | Evellin, Gael, Leidy, Lucca, Matheus, Mayarah, Nick, Nicole, Ramalho, Thália, Unna | [ 3 ] |
| 4      | Lulu Santos      | "Assim Caminha a Humanidade"         | Evellin, Gael, Matheus, Nick, Unna                                                 | [ 4 ] |
| 4      | Lulu Santos      | "Tempos Modernos"                    | Leidy, Lucca, Mayarah, Nicole, Ramalho, Thália                                     | [ 4 ] |

### Programa especial: Top 10
No dia 16 de setembro, uma segunda-feira (dia que acontece o tradicional feat. do vencedor da Prova da Estrela da Semana com o convidado da semana na Jam Session), aconteceu um programa especial ao vivo para celebrar o Top 10 do programa: os participantes foram divididos em cinco duplas para apresentações valendo R$20.000 (R$10.000 para cada). As duplas e as músicas foram escolhidas pela produção, assim como a divisão dos versos. Os participantes tiveram quatro dias de preparo para a apresentação ao vivo. Além das cinco apresentações, o Top 10 cantou ao vivo "Todavia Me Alegrarei" com a cantora gospel Sarah Beatriz, convidada da Jam Session da semana, que não fez feat. individual com a Estrela da Semana. A dupla mais votada, com 60,72% de média dos votos do público, foi Matheus Torres e Unna X.
| Ordem | Dupla                         | Música                        | Resultado  | Resultado       | Resultado   | Ref.  |
| Ordem | Dupla                         | Música                        | Voto único | Voto da torcida | Média final | Ref.  |
| ----- | ----------------------------- | ----------------------------- | ---------- | --------------- | ----------- | ----- |
| 1     | Leidy Murilho e Nicole Louise | "É Preciso Saber Viver"       | 5,60%      | 5,00%           | 5,30%       | [ 7 ] |
| 2     | MC Mayarah e Thália           | "Pesadão"                     | 5,80%      | 2,80%           | 4,30%       | [ 7 ] |
| 3     | Evellin e Lucca               | "Vai Lá Em Casa Hoje"         | 25,66%     | 26,01%          | 25,84%      | [ 7 ] |
| 4     | Matheus Torres e Unna X       | "Always Remember Us This Way" | 58,22%     | 63,23%          | 60,72%      | [ 7 ] |
| 5     | Gael Vicci e Nick Cruz        | "Quando a Chuva Passar"       | 4,72%      | 2,96%           | 3,84%       | [ 7 ] |

### Mudança na contagem do últimoHitmaker
Como combinado com o público antes do programa, Hitmaker era o participante que tivesse mais streamings na soma das plataformas Globoplay, Gshow, Canal Música Multishow no YouTube, Spotify, Deezer e Amazon Music. Entretanto, a partir da quinta semana, a contagem para a decisão do Hitmaker passou a ser a soma apenas entre os streamings feitos no gshow e no Globoplay. Além disso, na reta final do programa o participante mais ouvido ganhou o poder de indicar um participante para a Batalha. No anúncio, feito ao vivo em 17 de setembro, a apresentadora Ana Clara comunicou que o motivo da mudança foi pela nova interferência do Hitmaker no jogo e, consequentemente, interferência externa na Batalha e na eliminação, que sempre é feita pelas plataformas oficiais da TV Globo.
No programa do dia 22 de setembro, antes da formação da sexta Batalha, Ana Clara anunciou para os participantes e para o público que o Hitmaker da sexta semana seria o último da edição.

### Mudança na 6ª Batalha
Durante a sexta semana, no dia 19 de setembro, Ana Clara anunciou no programa ao vivo que a sexta Batalha do Estrela da Casa seria formada por quatro participantes, com o quarto integrante sendo a indicação do Hitmaker da semana, que se tornou mais poderoso e com impacto direto no jogo. Dos quatro na berlinda, os dois menos votados pelo público deixaram o jogo na terça-feira, 24 de setembro, uma semana antes da Grande Final do programa.

### Jingle do "Vem Aí"
No dia 21 de setembro o Top 9 do programa compôs o jingle da campanha de divulgação da programação da TV Globo para o final de 2024. Durante uma visita do ator e humorista Rodrigo Fagundes, os participantes Evellin, Gael, Leidy, Lucca, Matheus, Mayarah, Nicole, Thália e Unna criaram a música que irá embalar os anúncios da nova programação do canal de televisão. A produção do programa fez a exigência dos participantes usarem alguns termos específicos: "juntos", "histórias", "vem aí", "cantar", "aprender", "se divertir", "torcer", "se emocionar", "na tela da Globo", "conhecer", "plim-plim", "se informar" e "é pra todo mundo" deveriam ser incluídos. "Tá de cara nova, mas você conhece bem / É na tela da Globo, vem pra cá você também / São várias histórias, você vai se emocionar / Aprender, se informar e juntos vamos cantar / Vem aí, conhecer o novo / Vem aí, torcer, se divertir / Vem aí, é pra todo mundo / Vem aí, é hora do plim-plim (2x) / Vem aí (4x) / Plim-plim" foi a composição feita pelos participantes. Após a dinâmica, os participantes foram informados que iriam fazer a gravação de um vídeoclipe para a música. No dia 25 de setembro os participantes Evellin, Gael Vicci, Leidy Murilho, Lucca, Matheus Torres, Nicole Louise e Unna X foram ao estúdio musical da casa para gravar a canção.

### Programa especial: Grandes Sucessos de Novela
Similar ao Programa especial: Top 10, os participantes foram separados em três duplas e um trio para apresentações ao vivo no palco principal do programa na segunda-feira, 23 de setembro, anterior à eliminação dupla do dia seguinte. O tema das apresentações foi "Músicas icônicas de trilhas sonoras de novelas da TV Globo" e foram escolhidas, novamente, pela produção do programa, assim como a formação das duplas ou trio. Os membros da dupla ou trio vencedor garantem, cada um, um prêmio em dinheiro de R$10 mil. A dupla mais votada, com 41,26% de média dos votos do público, foi Lucca e Nicole Louise.
| Ordem | Dupla ou trio                   | Música                 | Novela           | Resultado  | Resultado       | Resultado   | Ref.   |
| Ordem | Dupla ou trio                   | Música                 | Novela           | Voto único | Voto da torcida | Média final | Ref.   |
| ----- | ------------------------------- | ---------------------- | ---------------- | ---------- | --------------- | ----------- | ------ |
| 1     | Leidy Murilho e Matheus Torres  | "Pro Dia Nascer Feliz" | Malhação 2016    | 25,66%     | 29,41%          | 27,54%      | [ 12 ] |
| 2     | Evellin e Unna X                | "Ex Mai Love"          | Cheias de Charme | 22,07%     | 25,63%          | 23,85%      | [ 12 ] |
| 3     | Gael Vicci, MC Mayarah e Thália | "Enrosca"              | Locomotivas      | 9,96%      | 4,73%           | 7,35%       | [ 12 ] |
| 4     | Lucca e Nicole Louise           | "Dona"                 | Roque Santeiro   | 42,31%     | 40,23%          | 41,26%      | [ 12 ] |

### Super Batalha
No dia 29 de setembro, a dois dias da Grande Final, o Top 6 se apresentou em uma Super Batalha, com dois participantes cantando com vaga garantida na Final e os outros quatro disputando as últimas duas vagas disponíveis. As músicas apresentadas foram lançamentos feitos por eles durante o programa, escolhidas pela produção por estarem entre as mais ouvidas pelo público ao longo da temporada. As músicas da Semana 7 não foram consideradas, pois serão cantadas na Grande Final.
| Participante   | Música apresentada | Lançada em | Reproduções na contagem semanal |
| -------------- | ------------------ | ---------- | ------------------------------- |
| Evellin        | "Manda um Oi"      | Semana 5   | 43.490                          |
| Leidy Murilho  | "Girassol"         | Semana 2   | 83.298                          |
| Lucca          | "Me Bloqueia"      | Semana 4   | 372.630                         |
| Matheus Torres | "Como Uma Onda"    | Semana 3   | 238.470                         |
| Nicole Louise  | "Melhor Sozinha"   | Semana 2   | 319.987                         |
| Unna X         | "Disk Me"          | Semana 4   | 307.597                         |

### Grande Final
Durante a Grande Final da primeira temporada do programa os quatro finalistas apresentaram três músicas no palco principal do programa: um cover de Alceu Valença em grupo, o lançamento da Semana 7 e um outro lançamento feito durante o programa, escolhido pela produção devido ao sucesso da faixa. Além dessas, o vencedor da temporada se apresentou no final do programa, após o anúncio, com um outro lançamento feito durante o programa. As músicas escolhidas pela produção do programa para essa apresentação, em caso de vitória, foram: "Deus da Minha Vida" para Leidy Murilho, "Cuida Bem Dela" (música vencedora do primeiro Hitmaker) para Lucca, "Vou Deixar" para Matheus Torres e "Pilantra" (música vencedora do segundo Hitmaker) para Unna X.
| Participantes                             | Música                    | Música       |
| ----------------------------------------- | ------------------------- | ------------ |
| Leidy Murilho Lucca Matheus Torres Unna X | "Anunciação"              | "Anunciação" |
| Participante                              | Músicas                   | Lançada em   |
| Leidy Murilho                             | "Tá Chorando Por Quê?"    | Semana 7     |
| Leidy Murilho                             | "Os Anjos te Louvam"      | Semana 6     |
| Lucca                                     | "quando a bad bater"      | Semana 7     |
| Lucca                                     | "Erro Gostoso"            | Semana 5     |
| Lucca                                     | "Cuida Bem Dela"          | Semana 1     |
| Matheus Torres                            | "Primeiros Erros (Chove)" | Semana 7     |
| Matheus Torres                            | "Partilhar"               | Semana 1     |
| Unna X                                    | "A Dona Aranha"           | Semana 7     |
| Unna X                                    | "Bem Que Se Quis"         | Semana 1     |

## Shows e participações especiais
| Data                   | Artista/Banda        | Atividade                                                          | Ref.          |
| ---------------------- | -------------------- | ------------------------------------------------------------------ | ------------- |
| 15 de agosto de 2024   | Tierry               | Workshop de Composição                                             | [ 15 ] [ 16 ] |
| 15 de agosto de 2024   | Pretinho da Serrinha | Workshop de Composição                                             | [ 15 ] [ 16 ] |
| 15 de agosto de 2024   | Letícia Colin        | Workshop de Composição                                             | [ 15 ] [ 16 ] |
| 16 de agosto de 2024   | Gloria Groove        | Balada                                                             | [ 15 ] [ 16 ] |
| 18 de agosto de 2024   | Janaina Pimenta      | Oficina de Talentos: Fonoaudiologia                                | [ 15 ] [ 16 ] |
| 19 de agosto de 2024   | Thiaguinho           | Jam Session                                                        | [ 15 ] [ 16 ] |
| 21 de agosto de 2024   | Bibiu                | Oficina de Talentos: Expressão Corporal                            | [ 17 ]        |
| 22 de agosto de 2024   | Jeniffer Nascimento  | Workshop de Teatro Musical                                         | [ 18 ]        |
| 22 de agosto de 2024   | Érico Brás           | Workshop de Teatro Musical                                         | [ 18 ]        |
| 22 de agosto de 2024   | Danielle Winits      | Workshop de Teatro Musical                                         | [ 18 ]        |
| 23 de agosto de 2024   | Chitãozinho & Xororó | Balada                                                             | [ 19 ]        |
| 25 de agosto de 2024   | Anita Carvalho       | Oficina de Talentos: Lições de Mercado                             | [ 19 ]        |
| 26 de agosto de 2024   | Belo                 | Jam Session                                                        | [ 19 ]        |
| 28 de agosto de 2024   | Kondzilla            | Oficina de Talentos: Planejamento Financeiro no Início da Carreira | [ 20 ]        |
| 29 de agosto de 2024   | Priscilla            | Workshop de Releitura Musical                                      | [ 21 ]        |
| 29 de agosto de 2024   | Lucy Alves           | Workshop de Releitura Musical                                      | [ 21 ]        |
| 30 de agosto de 2024   | Kevin O Chris        | Balada                                                             | [ 22 ]        |
| 1 de setembro de 2024  | Rodrigo Suricato     | Oficina de Talentos: Jornada da Autenticidade                      | [ 23 ]        |
| 2 de setembro de 2024  | Marcos & Belutti     | Jam Session                                                        | [ 24 ]        |
| 4 de setembro de 2024  | Flávio Saturnino     | Oficina de Talentos: Redes Sociais                                 | [ 25 ]        |
| 5 de setembro de 2024  | Taís Araujo          | Workshop de Trilha Sonora                                          | [ 26 ]        |
| 5 de setembro de 2024  | Lázaro Ramos         | Workshop de Trilha Sonora                                          | [ 26 ]        |
| 5 de setembro de 2024  | Carlinhos Brown      | Workshop de Trilha Sonora                                          | [ 26 ]        |
| 6 de setembro de 2024  | Jão                  | Balada                                                             | [ 27 ]        |
| 8 de setembro de 2024  | Vinicius Poeta       | Oficina de Talentos: Composição                                    | [ 28 ]        |
| 10 de setembro de 2024 | Mumuzinho            | Jam Session                                                        | [ 29 ]        |
| 11 de setembro de 2024 | Dani Calabresa       | Workshop de Paródia                                                | [ 30 ]        |
| 11 de setembro de 2024 | Paulo Vieira         | Workshop de Paródia                                                | [ 30 ]        |
| 11 de setembro de 2024 | Rafael Portugal      | Workshop de Paródia                                                | [ 30 ]        |
| 12 de setembro de 2024 | Paulo Pimenta        | Oficina de Talentos: Comunicação e Imprensa                        | [ 31 ]        |
| 13 de setembro de 2024 | Ivete Sangalo        | Balada                                                             | [ 32 ]        |
| 15 de setembro de 2024 | Yan Acioli           | Oficina de Talentos: Moda                                          | [ 33 ]        |
| 16 de setembro de 2024 | Sarah Beatriz        | Jam Session                                                        | [ 34 ]        |
| 18 de setembro de 2024 | Katy Perry           | Conversa com participantes e visita pela casa                      | [ 35 ]        |
| 19 de setembro de 2024 | Edilene Alves        | Workshop de Coreografia                                            | [ 36 ]        |
| 19 de setembro de 2024 | Léo Santana          | Workshop de Coreografia                                            | [ 36 ]        |
| 19 de setembro de 2024 | Lore Improta         | Workshop de Coreografia                                            | [ 36 ]        |
| 19 de setembro de 2024 | Tati Machado         | Workshop de Coreografia                                            | [ 36 ]        |
| 20 de setembro de 2024 | Pitty                | Balada                                                             | [ 37 ]        |
| 21 de setembro de 2024 | Rodrigo Fagundes     | Desafio de composição de jingle                                    | [ 38 ]        |
| 22 de setembro de 2024 | Bibiu                | "Aulão" de dança                                                   | [ 39 ]        |
| 23 de setembro de 2024 | Felipe Araújo        | Jam Session                                                        | [ 40 ]        |
| 25 de setembro de 2024 | Carol Biazin         | Oficina de Talentos: Vida pós reality e Luau                       | [ 41 ]        |
| 25 de setembro de 2024 | Rod Melim            | Oficina de Talentos: Vida pós reality e Luau                       | [ 41 ]        |
| 26 de setembro de 2024 | Lauana Prado         | Workshop de Performance                                            | [ 42 ]        |
| 26 de setembro de 2024 | Lexa                 | Workshop de Performance                                            | [ 42 ]        |
| 26 de setembro de 2024 | Vitor Kley           | Workshop de Performance                                            | [ 42 ]        |
| 27 de setembro de 2024 | Katia Araujo         | Oficina de Talentos: Beleza e maquiagem                            | [ 43 ]        |

## Participantes
No dia 8 de agosto, a TV Globo anunciou durante a sua programação o nome dos 14 participantes. A cada anúncio, 2 artistas famosos apresentam 2 participantes de mesmo gênero musical. Contaram nessa dinâmica os cantores: Ludmilla, Nattan, Simone Mendes, L7nnon, Jão, Ana Castela, Luísa Sonza, Dinho Ouro Preto, Mumuzinho, Sarah Beatriz, Michel Teló, Lexa, Samuel Rosa e Ivete Sangalo.
Dois dias após o anúncio, a participante Muse Maya foi desclassificada por questões contratuais e substituída por Thália.
As informações referentes à idade e ocupação dos participantes estão de acordo com o momento em que ingressaram no programa.
| Participante                                       | Profissão                   | Estilo Musical | Resultado                               | Ref.   |
| -------------------------------------------------- | --------------------------- | -------------- | --------------------------------------- | ------ |
| Lucca 27 anos, Goiânia- GO                         | Cantor                      | Sertanejo      | Vencedor em 1 de outubro de 2024        | [ 46 ] |
| Matheus Torres 31 anos, Belo Horizonte - MG        | Cantor                      | Pop Rock       | 2º lugar em 1 de outubro de 2024        | [ 47 ] |
| Unna X 26 anos, Taguatinga- DF                     | Faxineira                   | Pop Eletrônico | 3º lugar em 1 de outubro de 2024        | [ 48 ] |
| Leidy Murilho 38 anos, Linhares - ES               | Cantora                     | Pop Gospel     | 4º lugar em 1 de outubro de 2024        | [ 49 ] |
| Evellin 33 anos, Ipatinga - MG                     | Dentista                    | Sertanejo      | 9ª eliminadas em 29 de setembro de 2024 | [ 50 ] |
| Nicole Louise 22 anos, Brasília - DF               | Humorista                   | Pop            | 9ª eliminadas em 29 de setembro de 2024 | [ 51 ] |
| Gael Vicci 18 anos, Cachoeiras de Macacu - RJ      | Ator                        | Pop            | 8º eliminado em 27 de setembro de 2024  | [ 52 ] |
| MC Mayarah 29 anos, Rio de Janeiro - RJ            | Camelô                      | Funk           | 6ª eliminadas em 24 de setembro de 2024 | [ 53 ] |
| Thália 21 anos, Rio de Janeiro - RJ                | Agente Comunitário de Saúde | R&B            | 6ª eliminadas em 24 de setembro de 2024 | [ 54 ] |
| Nick Cruz 26 anos, Serra - ES                      | Pedreiro                    | Pop            | 5º eliminado em 17 de setembro de 2024  | [ 55 ] |
| Ramalho 23 anos, Jacareí - SP                      | Rapper                      | Rap            | 4º eliminado em 9 de setembro de 2024   | [ 56 ] |
| Califfa 31 anos, Rio de Janeiro - RJ               | Compositor                  | Trap           | 3º eliminado em 3 de setembro de 2024   | [ 57 ] |
| Rodrigo Garcia 24 anos, Manaus - AM                | Garçom                      | Piseiro        | 2º eliminado em 27 de agosto de 2024    | [ 58 ] |
| Heloísa Araújo 23 anos, Porto Real do Colégio - AL | Artesã                      | Sertanejo      | 1ª eliminada em 20 de agosto de 2024    | [ 59 ] |

## Histórico

### Lançamentos musicais
|                       | Apresentação                   | Semana 1                                  | Semana 2         | Semana 3              | Semana 4                   | Semana 5              | Semana 6                    | Semana 7 |
| --------------------- | ------------------------------ | ----------------------------------------- | ---------------- | --------------------- | -------------------------- | --------------------- | --------------------------- | -------- |
| Lucca                 |                                |                                           |                  |                       |                            |                       |                             |          |
| "Vinho Rosé"          | "Cuida Bem Dela"               | "Caso Indefinido"                         | "Checklist"      | "Me Bloqueia"         | "Erro Gostoso"             | "Vou Ter que Superar" | "quando a bad bater"        |          |
| "Vinho Rosé"          | "Cuida Bem Dela"               | "Julieta e Romeu (Amor Real)"             | "Checklist"      | "A Rosa e o Girassol" | "Erro Gostoso"             | "Vou Ter que Superar" | "quando a bad bater"        |          |
| Matheus               |                                |                                           |                  |                       |                            |                       |                             |          |
| "Pode Ser"            | "Partilhar"                    | "A Vida é Boa Com Você"                   | "Como Uma Onda"  | "Caleidoscópio"       | "Luz dos Olhos"            | "Vou Deixar"          | "Primeiros Erros (Chove)"   |          |
| "Pode Ser"            | "Partilhar"                    | "A Vida é Boa Com Você"                   | "Como Uma Onda"  | "A Rosa e o Girassol" | "Luz dos Olhos"            | "Vou Deixar"          | "Primeiros Erros (Chove)"   |          |
| Unna                  |                                |                                           |                  |                       |                            |                       |                             |          |
| "Replay"              | "Bem Que Se Quis"              | "Pilantra"                                | "A Tua Voz"      | "Disk Me"             | "Dengo"                    | "Cuidado Comigo"      | "A Dona Aranha"             |          |
| "Replay"              | "Se Alguém Tá Com Você"        | "Pilantra"                                | "A Tua Voz"      | "A Rosa e o Girassol" | "Dengo"                    | "Cuidado Comigo"      | "A Dona Aranha"             |          |
| Leidy                 |                                |                                           |                  |                       |                            |                       |                             |          |
| "Andar Contigo"       | "Deus da Minha Vida"           | "Girassol"                                | "Sabe Tudo"      | "Alívio"              | "Ressuscita-me"            | "Os Anjos te Louvam"  | "Tá Chorando Por Quê?"      |          |
| "Andar Contigo"       | "Se Alguém Tá Com Você"        | "Girassol"                                | "Sabe Tudo"      | "A Rosa e o Girassol" | "Ressuscita-me"            | "Os Anjos te Louvam"  | "Tá Chorando Por Quê?"      |          |
| Evellin               |                                |                                           |                  |                       |                            |                       |                             |          |
| "Troca de Carro"      | "Não Aprendi a Dizer Adeus"    | "Desejo Imortal (It Must Have Been Love)" | "Deixa Eu"       | "A Gente Se Entrega"  | "Manda um Oi"              | "Solteiro Forçado"    | "Daqui Pra Sempre (Tattoo)" |          |
| "Troca de Carro"      | "Não Aprendi a Dizer Adeus"    | "Julieta e Romeu (Amor Real)"             | "Deixa Eu"       | "A Rosa e o Girassol" | "Manda um Oi"              | "Solteiro Forçado"    | "Daqui Pra Sempre (Tattoo)" |          |
| Nicole                |                                |                                           |                  |                       |                            |                       |                             |          |
| "Garçom Dança Comigo" | "Flowers"                      | "Melhor Sozinha"                          | "Palhaça"        | "Bermuda e Chinelo"   | "Man! I Feel Like a Woman" | "Mulher Segura"       | "Passada de Mão"            |          |
| "Garçom Dança Comigo" | "Se Alguém Tá Com Você"        | "Julieta e Romeu (Amor Real)"             | "Palhaça"        | "A Rosa e o Girassol" | "Man! I Feel Like a Woman" | "Mulher Segura"       | "Passada de Mão"            |          |
| Gael                  |                                |                                           |                  |                       |                            |                       |                             |          |
| "No Pique"            | "Ameianoite"                   | "Quase Não Namoro"                        | "Lança Perfume"  | "Penhasco"            | "Vidente"                  | "Idiota"              | "Por Supuesto"              |          |
| "No Pique"            | "Se Alguém Tá Com Você"        | "Quase Não Namoro"                        | "Lança Perfume"  | "A Rosa e o Girassol" | "Vidente"                  | "Idiota"              | "Por Supuesto"              |          |
| Mayarah               |                                |                                           |                  |                       |                            |                       |                             |          |
| "Nem Vem Pensar"      | "Meu Talismã"                  | "Chama Ela"                               | "Minha Cura"     | "Apaga A Luz"         | "A Boba Fui Eu"            | "Quebrar Seu Coração" |                             |          |
| "Nem Vem Pensar"      | "Meu Talismã"                  | "Julieta e Romeu (Amor Real)"             | "Sorte Grande"   | "A Rosa e o Girassol" | "A Boba Fui Eu"            | "Quebrar Seu Coração" |                             |          |
| Thália                |                                |                                           |                  |                       |                            |                       |                             |          |
| "Pega a Visão"        | "Até Que Durou"                | "Love Love"                               | "Vaga Lembrança" | "Brigas Demais"       | "Não Vou Parar"            | "Dona de Mim"         |                             |          |
| "Pega a Visão"        | "Até Que Durou"                | "Julieta e Romeu (Amor Real)"             | "Vaga Lembrança" | "A Rosa e o Girassol" | "Não Vou Parar"            | "Dona de Mim"         |                             |          |
| Nick                  |                                |                                           |                  |                       |                            |                       |                             |          |
| "Tava Na Cara"        | "Não Quero Falar De Amor"      | "Carta Aberta"                            | "Voltei Pra Mim" | "Envolvidão"          | "Pouca Pausa"              |                       |                             |          |
| "Tava Na Cara"        | "Se Alguém Tá Com Você"        | "Julieta e Romeu (Amor Real)"             | "Sorte Grande"   | "A Rosa e o Girassol" | "Pouca Pausa"              |                       |                             |          |
| Ramalho               |                                |                                           |                  |                       |                            |                       |                             |          |
| "Sonho de Malandro"   | "Levanta e Anda"               | "Subirusdoistiozin"                       | "60k"            | "Gratidão"            |                            |                       |                             |          |
| "Sonho de Malandro"   | "Levanta e Anda"               | "Subirusdoistiozin"                       | "Sorte Grande"   | "A Rosa e o Girassol" |                            |                       |                             |          |
| Califfa               |                                |                                           |                  |                       |                            |                       |                             |          |
| "Antares"             | "Berenice"                     | "Final de Semana"                         | "Cuidado"        |                       |                            |                       |                             |          |
| "Antares"             | "Berenice"                     | "Final de Semana"                         | "Sorte Grande"   |                       |                            |                       |                             |          |
| Rodrigo               |                                |                                           |                  |                       |                            |                       |                             |          |
| "Agora Eu Pego Mesmo" | "Tropicana (Morena Tropicana)" | "Não Digita"                              |                  |                       |                            |                       |                             |          |
| "Agora Eu Pego Mesmo" | "Tropicana (Morena Tropicana)" | "Julieta e Romeu (Amor Real)"             |                  |                       |                            |                       |                             |          |
| Heloísa               |                                |                                           |                  |                       |                            |                       |                             |          |
| "Não Desiste de Mim"  | "Mega Sena"                    |                                           |                  |                       |                            |                       |                             |          |

### Duelos
| Semana  | Participante                    | Música             | Resultado  | Resultado       | Resultado            | Ref.   |
| Semana  | Participante                    | Música             | Voto único | Voto da torcida | Média final          | Ref.   |
| ------- | ------------------------------- | ------------------ | ---------- | --------------- | -------------------- | ------ |
| 1       | Heloísa                         | "Medo Bobo"        | 45,58%     | 39,27%          | 42,42%               | [ 68 ] |
| 1       | Lucca                           | "Evento Cancelado" | 54,42%     | 60,73%          | 57,58%               | [ 68 ] |
| 2       |                                 |                    |            |                 |                      |        |
| Matheus | "Por Você"                      | 55,40%             | 68,35%     | 61,78%          | [ 69 ] [ 70 ]        |        |
| Unna    | "Valerie"                       | 44,60%             | 31,65%     | 38,13%          | [ 69 ] [ 70 ]        |        |
| 3       |                                 |                    |            |                 |                      |        |
| Matheus | "Epitáfio"                      | 70,37%             | 80,58%     | 75,48%          | [ 71 ] [ 72 ]        |        |
| Nicole  | "A Lenda"                       | 29,63%             | 19,42%     | 24,52%          | [ 71 ] [ 72 ]        |        |
| 4       |                                 |                    |            |                 |                      |        |
| Leidy   | "Faz Um Milagre Em Mim"         | 43,09%             | 34%        | 38,55%          | [ 73 ] [ 74 ] [ 75 ] |        |
| Lucca   | "A Hora é Agora"                | 56,91%             | 66%        | 61,45%          | [ 73 ] [ 74 ] [ 75 ] |        |
| 5       |                                 |                    |            |                 |                      |        |
| Lucca   | "Barulho Do Foguete"            | 72,38%             | 78,51%     | 75,45%          | [ 76 ] [ 77 ]        |        |
| Nick    | "O Sol"                         | 27,62%             | 21,49%     | 24,55%          | [ 76 ] [ 77 ]        |        |
| 6       |                                 |                    |            |                 |                      |        |
| Lucca   | "Seu Astral"                    | 45,96%             | 44,19%     | 45,08%          | [ 78 ] [ 79 ]        |        |
| Matheus | "Metamorfose Ambulante"         | 54,04%             | 55,81%     | 54,92%          | [ 78 ] [ 79 ]        |        |
| 7       |                                 |                    |            |                 |                      |        |
| Gael    | "Back to Black"                 | 15,85%             | 10,93%     | 13,39%          | [ 80 ] [ 81 ] [ 82 ] |        |
| Leidy   | "Vem Com Josué Lutar Em Jericó" | 65,09%             | 58,92%     | 62,01%          | [ 80 ] [ 81 ] [ 82 ] |        |
| Nicole  | "Pássaro de Fogo"               | 19,06%             | 30,15%     | 24,60%          | [ 80 ] [ 81 ] [ 82 ] |        |

### Hitmaker
| Participantes | Semana 1                 | Semana 2                 | Semana 3                 | Semana 4                 | Semana 5                 | Semana 6                 |
| ------------- | ------------------------ | ------------------------ | ------------------------ | ------------------------ | ------------------------ | ------------------------ |
| Lucca         | 1º (133.381 reproduções) | 2º (629.284 reproduções) | 2º (348.515 reproduções) | 2º (372.630 reproduções) | 3º (315.082 reproduções) | 1º (258.009 reproduções) |
| Matheus       | 10º (71.997 reproduções) | 5º (117.358 reproduções) | 4º (238.470 reproduções) | 4º (106.758 reproduções) | 2º (815.925 reproduções) | 2º (233.342 reproduções) |
| Unna          | 5º (80.890 reproduções)  | 1º (671.232 reproduções) | 3º (323.162 reproduções) | 3º (307.597 reproduções) | 5º (73.874 reproduções)  | 4º (54.958 reproduções)  |
| Leidy         | 13º (59.747 reproduções) | 7º (83.298 reproduções)  | 9º (41.446 reproduções)  | 5º (67.139 reproduções)  | 6º (63.646 reproduções)  | 7º (18.949 reproduções)  |
| Evellin       | 8º (75.161 reproduções)  | 6º (108.145 reproduções) | 5º (116.529 reproduções) | 6º (57.703 reproduções)  | 7º (43.490 reproduções)  | 8º (15.261 reproduções)  |
| Nicole        | 2º (126.636 reproduções) | 4º (319.987 reproduções) | 7º (64.605 reproduções)  | 8º (52.455 reproduções)  | 4º (136.013 reproduções) | 5º (37.794 reproduções)  |
| Gael          | 7º (76.639 reproduções)  | 3º (614.726 reproduções) | 1º (425.710 reproduções) | 1º (902.953 reproduções) | 1º (853.285 reproduções) | 3º (206.539 reproduções) |
| Mayarah       | 14º (56.398 reproduções) | 11º (53.414 reproduções) | 11º (34.770 reproduções) | 9º (41.369 reproduções)  | 9º (37.163 reproduções)  | 6º (35.307 reproduções)  |
| Thália        | 11º (67.399 reproduções) | 13º (47.726 reproduções) | 10º (38.327 reproduções) | 10º (29.726 reproduções) | 10º (22.879 reproduções) | 9º (12.079 reproduções)  |
| Nick          | 4º (85.185 reproduções)  | 8º (75.044 reproduções)  | 8º (59.615 reproduções)  | 7º (54.871 reproduções)  | 8º (38.827 reproduções)  | —                        |
| Ramalho       | 6º (76.730 reproduções)  | 12º (49.464 reproduções) | 6º (66.594 reproduções)  | 11º (28.741 reproduções) | —                        | —                        |
| Califfa       | 12º (61.267 reproduções) | 10º (53.691 reproduções) | 12º (33.574 reproduções) | —                        | —                        | —                        |
| Rodrigo       | 9º (73.947 reproduções)  | 9º (53.908 reproduções)  | —                        | —                        | —                        | —                        |
| Heloísa       | 3º (105.256 reproduções) | —                        | —                        | —                        | —                        | —                        |

### Jam Session
| Semana | Convidado                       | Participantes | Músicas                      | Músicas         | Ref.          |
| Semana | Convidado                       | Participantes | Apresentação                 | Opções          | Ref.          |
| ------ | ------------------------------- | --- | ---------------------------- | --------------- | ------------- |
| 1      | Thiaguinho                      | Gael | "Felicidade"                 | "Eva"           | [ 89 ] [ 90 ] |
| 1      | Thiaguinho                      | Gael | "Felicidade"                 | "Sina"          | [ 89 ] [ 90 ] |
| 1      | Gael, Leidy, Nick, Nicole, Unna | Devido ao cancelamento do convidado, o grupo vencedor do Workshop da semana se apresentou ao vivo como substitutos. |                              |                 | [ 91 ]        |
| 2      | Belo                            | Gael | "Caça e Caçador"             | "Volta Pra Mim" | [ 92 ]        |
| 2      | Belo                            | Mayarah | "Desse Jeito é Ruim Pra Mim" |                 | [ 92 ]        |
| 3      | Marcos & Belutti                | Ramalho | "Lapada Dela"                | "Vagalumes"     | [ 93 ]        |
| 3      | Marcos & Belutti                | Ramalho | "Lapada Dela"                | "Aquele 1%"     | [ 93 ]        |
| 4      | Mumuzinho                       | Gael | "A Loba"                     | "Melhor Eu Ir"  | [ 94 ]        |
| 5      | Sarah Beatriz                   | Evellin, Gael, Leidy, Lucca, Matheus, Mayarah, Nick, Nicole, Thália, Unna                                           | "Todavia Me Alegrarei"       |                 | [ 95 ] [ 96 ] |
| 6      | Felipe Araújo                   | Evellin, Gael, Leidy, Lucca, Matheus, Mayarah, Nicole, Thália, Unna                                                 | "Sinônimos"                  |                 | [ 97 ] [ 98 ] |

### Festival
| [ j ]                    | Semana 1 | Semana 2 | Semana 3 | Semana 4 | Semana 5 | Semana 6 | Semana 7 | Semana 7 |  |
| [ j ]                    | Semana 1 | Semana 2 | Semana 3 | Semana 4 | Semana 5 | Semana 6 | Dia 48   | Final    |  |
| ------------------------ | -------- | -------- | -------- | -------- | -------- | -------- | -------- | -------- |  |
| Batalha                  | Heloísa  | Lucca    | Califfa  | Leidy    | Leidy    | Evellin  | Evellin  | Leidy    |  |
| Batalha                  | Heloísa  | Lucca    | Califfa  | Leidy    | Leidy    | Lucca    | Leidy    | Lucca    |  |
| Batalha                  | Leidy    | Rodrigo  | Nick     | Matheus  | Matheus  | Mayarah  | Matheus  | Matheus  |  |
| Batalha                  | Nicole   | Unna     | Nicole   | Ramalho  | Nick     | Thália   | Nicole   | Unna     |  |
| Estrela da Semana        | Gael     | Mayarah  | Ramalho  | Gael     | Unna     | Gael     | Lucca    |          |  |
| Dono do Palco            | Nick     | Thália   | Unna     | Thália   | Gael     | Matheus  | Unna     |          |  |
| Hitmaker                 | Lucca    | Unna     | Gael     | Gael     | Gael     | Lucca    |          |          |  |
| Convidado do(a) Hitmaker | —        | —        | —        | Evellin  | Mayarah  |          |          |          |  |

### Batalha
| Semana  | Semana  | Participante | Resultado  | Resultado       | Resultado                       | Ref.            |
| Semana  | Semana  | Participante | Voto único | Voto da torcida | Média final                     | Ref.            |
| ------- | ------- | ------------ | ---------- | --------------- | ------------------------------- | --------------- |
| 1       | 1       | Heloísa      | 25,68%     | 36,92%          | 31,30%                          | [ 99 ]          |
| 1       | 1       | Leidy        | 32,81%     | 39,29%          | 36,05%                          | [ 99 ]          |
| 1       | 1       | Nicole       | 41,51%     | 23,79%          | 32,65%                          | [ 99 ]          |
| 2       |         |              |            |                 |                                 |                 |
| Lucca   | 34,65%  | 37,42%       | 36,03%     | [ 100 ]         |                                 |                 |
| Rodrigo | 20,53%  | 12,77%       | 16,65%     | [ 100 ]         |                                 |                 |
| Unna    | 44,82%  | 49,81%       | 47,32%     | [ 100 ]         |                                 |                 |
| 3       |         |              |            |                 |                                 |                 |
| Califfa | 13,69%  | 9,83%        | 11,67%     | [ 101 ]         |                                 |                 |
| Nick    | 28,16%  | 37,85%       | 33,01%     | [ 101 ]         |                                 |                 |
| Nicole  | 58,15%  | 52,32%       | 55,23%     | [ 101 ]         |                                 |                 |
| 4       |         |              |            |                 |                                 |                 |
| Leidy   | 35,87%  | 33,49%       | 34,68%     | [ 102 ]         |                                 |                 |
| Matheus | 40,94%  | 54,77%       | 47,86%     | [ 102 ]         |                                 |                 |
| Ramalho | 23,19%  | 11,74%       | 17,46%     | [ 102 ]         |                                 |                 |
| 5       |         |              |            |                 |                                 |                 |
| Leidy   | 34,63%  | 28,66%       | 31,65%     | [ 103 ]         |                                 |                 |
| Matheus | 48,77%  | 61,97%       | 55,37%     | [ 103 ]         |                                 |                 |
| Nick    | 16,60%  | 9,37%        | 12,98%     | [ 103 ]         |                                 |                 |
| 6       |         |              |            |                 |                                 |                 |
| Evellin | 21,84%  | 18,26%       | 20,05%     | [ 104 ]         |                                 |                 |
| Lucca   | 58,54%  | 68,12%       | 63,33%     | [ 104 ]         |                                 |                 |
| Mayarah | 5,36%   | 2,44%        | 3,90%      | [ 104 ]         |                                 |                 |
| Thália  | 14,26%  | 11,18%       | 12,72%     | [ 104 ]         |                                 |                 |
| 7       | Dia 48  |              |            |                 |                                 |                 |
| 7       | Dia 48  | Evellin      | 15,54%     | 7,02%           | 11,28%                          | [ 105 ] [ 106 ] |
| 7       | Dia 48  | Leidy        | 31,81%     | 21,84%          | 26,82%                          | [ 105 ] [ 106 ] |
| 7       | Dia 48  | Matheus      | 41,70%     | 66,09%          | 53,90%                          | [ 105 ] [ 106 ] |
| 7       | Dia 48  | Nicole       | 10,95%     | 5,05%           | 8%                              | [ 105 ] [ 106 ] |
| 7       | Final   |              |            |                 |                                 |                 |
| 7       | Leidy   | 13,17%       | 4,21%      | 8,69%           | [ 107 ] [ 108 ] [ 109 ] [ 110 ] |                 |
| 7       | Lucca   | 40,68%       | 41,40%     | 41,13%          | [ 107 ] [ 108 ] [ 109 ] [ 110 ] |                 |
| 7       | Matheus | 24,71%       | 44,93%     | 34,82%          | [ 107 ] [ 108 ] [ 109 ] [ 110 ] |                 |
| 7       | Unna    | 21,26%       | 9,46%      | 15,36%          | [ 107 ] [ 108 ] [ 109 ] [ 110 ] |                 |

### Votação
|                                            | Semana 1                      | Semana 2                                         | Semana 3                      | Semana 4                                 | Semana 5                        | Semana 6                      | Semana 7                      | Semana 7                   | Votos recebidos |
| Dias 45-48                                 | Semana 1                      | Semana 2                                         | Semana 3                      | Semana 4                                 | Semana 5                        | Semana 6                      | Final                         |                            | Votos recebidos |
| ------------------------------------------ | ----------------------------- | ------------------------------------------------ | ----------------------------- | ---------------------------------------- | ------------------------------- | ----------------------------- | ----------------------------- | -------------------------- | --------------- |
| Vencedores do Workshop                     | Gael Leidy Nick Nicole Unna   | Evellin Lucca Mayarah Nick Nicole Rodrigo Thália | Califfa Mayarah Nick Ramalho  | Evellin Gael Mayarah Nick Ramalho Thália | Evellin Nicole Unna             | Gael Leidy Nicole Thália Unna | Evellin Leidy Lucca Unna      | (nenhum)                   |                 |
| Estrela da Semana                          | Gael                          | Mayarah                                          | Ramalho                       | Gael                                     | Unna                            | Gael                          | Lucca                         | (nenhum)                   |                 |
| Indicados para o Duelo (Estrela da Semana) | Heloísa Lucca                 | Matheus Unna                                     | Matheus Nicole                | Leidy Lucca                              | Lucca Nick                      | Lucca Matheus                 | Gael Nicole                   | (nenhum)                   |                 |
| Dono do Palco                              | Nick                          | Thália                                           | Unna                          | Thália                                   | Gael                            | Matheus                       | Unna                          | (nenhum)                   |                 |
| Indicado (Dono do Palco)                   | Leidy                         | Lucca                                            | Nick                          | Matheus                                  | Matheus                         | Mayarah                       | Evellin Leidy Matheus Nicole  | (nenhum)                   |                 |
| Indicado (Votação da Casa)                 | Nicole                        | Rodrigo                                          | Califfa                       | Ramalho                                  | Leidy                           | Evellin                       | Evellin Leidy Matheus Nicole  | (nenhum)                   |                 |
|                                            |                               |                                                  |                               |                                          |                                 |                               |                               |                            |                 |
| Lucca                                      | Califfa                       | Rodrigo                                          | Califfa                       | Ramalho Mayarah                          | Mayarah                         | Leidy (para salvar)           | Estrela                       | Vencedor (Dia 50)          | 5               |
| Matheus                                    | Thália                        | Rodrigo                                          | Califfa                       | Ramalho Mayarah                          | Mayarah                         | Evellin (para indicar)        | Batalha                       | 2º lugar (Dia 50)          | 5               |
| Unna                                       | Ramalho                       | Rodrigo                                          | Califfa                       | Mayarah Ramalho                          | Estrela                         | Evellin (para salvar)         | Dona                          | 3º lugar (Dia 50)          | 4               |
| Leidy                                      | Ramalho                       | Rodrigo                                          | Califfa                       | Mayarah Ramalho                          | Mayarah                         | Unna (para salvar)            | Batalha                       | 4º lugar (Dia 50)          | 14              |
| Evellin                                    | Nicole                        | Rodrigo                                          | Leidy                         | Nicole Nick                              | Leidy                           | Unna (para salvar)            | Batalha                       | Eliminada (Dia 48)         | 1               |
| Nicole                                     | Ramalho                       | Rodrigo                                          | Califfa                       | Ramalho Mayarah                          | Mayarah                         | Thália (para salvar)          | Batalha                       | Eliminada (Dia 48)         | 12              |
| Gael                                       | Estrela                       | Rodrigo                                          | Califfa                       | Estrela                                  | Leidy                           | Estrela                       | Eliminado (Dia 46)            | Eliminado (Dia 46)         | 1               |
| Mayarah                                    | Nicole                        | Estrela                                          | Leidy                         | Unna Nicole                              | Leidy                           | Thália (para salvar)          | Eliminada (Dia 43)            | Eliminada (Dia 43)         | 9               |
| Thália                                     | Nicole                        | Dona                                             | Leidy                         | Ramalho                                  | Leidy                           | Nicole (para salvar)          | Eliminada (Dia 43)            | Eliminada (Dia 43)         | 2               |
| Nick                                       | Dono                          | Rodrigo                                          | Leidy                         | Unna Nicole                              | Leidy                           | Eliminado (Dia 36)            | Eliminado (Dia 36)            | Eliminado (Dia 36)         | 3               |
| Ramalho                                    | Nicole                        | Rodrigo                                          | Estrela                       | Nicole Unna                              | Eliminado (Dia 28)              | Eliminado (Dia 28)            | Eliminado (Dia 28)            | Eliminado (Dia 28)         | 10              |
| Califfa                                    | Nicole                        | Rodrigo                                          | Leidy                         | Eliminado (Dia 22)                       | Eliminado (Dia 22)              | Eliminado (Dia 22)            | Eliminado (Dia 22)            | Eliminado (Dia 22)         | 7               |
| Rodrigo                                    | Nicole                        | Leidy                                            | Eliminado (Dia 15)            | Eliminado (Dia 15)                       | Eliminado (Dia 15)              | Eliminado (Dia 15)            | Eliminado (Dia 15)            | Eliminado (Dia 15)         | 10              |
| Heloísa                                    | Ramalho                       | Eliminada (Dia 8)                                | Eliminada (Dia 8)             | Eliminada (Dia 8)                        | Eliminada (Dia 8)               | Eliminada (Dia 8)             | Eliminada (Dia 8)             | Eliminada (Dia 8)          | 1               |
|                                            |                               |                                                  |                               |                                          |                                 |                               |                               |                            |                 |
| Notas                                      | [ q ] [ 99 ] [ 111 ] [ 112 ]  | [ 100 ] [ 113 ] [ 114 ] [ 115 ]                  | [ 71 ] [ 116 ]                | [ 117 ] [ 73 ]                           | [ 118 ] [ 119 ] [ 120 ] [ 121 ] | [ 78 ] [ 122 ] [ 123 ] [ r ]  | [ 80 ] [ 82 ] [ 105 ] [ s ]   | [ 107 ] [ 108 ] [ 109 ]    |                 |
| Duelo                                      | Heloísa Lucca                 | Matheus Unna                                     | Matheus Nicole                | Leidy Lucca                              | Lucca Nick                      | Lucca Matheus                 | Gael Leidy Nicole             | (nenhum)                   |                 |
| Salvo                                      | Lucca 57,58% para salvar      | Matheus 61,87% para salvar                       | Matheus 75,48% para salvar    | Lucca 61,45% para salvar                 | Lucca 75,45% para salvar        | Matheus 54,92% para salvar    | Leidy 62,01% para salvar      | (nenhum)                   |                 |
| Salvo                                      | Lucca 57,58% para salvar      | Matheus 61,87% para salvar                       | Matheus 75,48% para salvar    | Lucca 61,45% para salvar                 | Lucca 75,45% para salvar        | Matheus 54,92% para salvar    | Nicole 24,60% para salvar     | (nenhum)                   |                 |
| Outras %                                   | Heloísa 42,42% para salvar    | Unna 38,13% para salvar                          | Nicole 24,52% para salvar     | Leidy 38,55% para salvar                 | Nick 24,55% para salvar         | Lucca 45,08% para salvar      | Gael 13,39% para salvar       | (nenhum)                   |                 |
| Batalha                                    | Heloísa Leidy Nicole          | Lucca Rodrigo Unna                               | Califfa Nick Nicole           | Leidy Matheus Ramalho                    | Leidy Matheus Nick              | Evellin Lucca Mayarah Thália  | Evellin Leidy Matheus Nicole  | Leidy Lucca Matheus Unna   |                 |
| Eliminado(s)                               | Heloísa 31,30% para continuar | Rodrigo 16,65% para continuar                    | Califfa 11,76% para continuar | Ramalho 17,46% para continuar            | Nick 12,98% para continuar      | Mayarah 3,90% para continuar  | Nicole 8% para continuar      | Leidy 8,69% para vencer    |                 |
| Eliminado(s)                               | Heloísa 31,30% para continuar | Rodrigo 16,65% para continuar                    | Califfa 11,76% para continuar | Ramalho 17,46% para continuar            | Nick 12,98% para continuar      | Mayarah 3,90% para continuar  | Nicole 8% para continuar      | Unna 15,36% para vencer    |                 |
| Eliminado(s)                               | Heloísa 31,30% para continuar | Rodrigo 16,65% para continuar                    | Califfa 11,76% para continuar | Ramalho 17,46% para continuar            | Nick 12,98% para continuar      | Thália 12,72% para continuar  | Evellin 11,28% para continuar |                            |                 |
| Eliminado(s)                               | Heloísa 31,30% para continuar | Rodrigo 16,65% para continuar                    | Califfa 11,76% para continuar | Ramalho 17,46% para continuar            | Nick 12,98% para continuar      | Thália 12,72% para continuar  | Evellin 11,28% para continuar | Matheus 34,82% para vencer |                 |
| Outras %                                   | Nicole 32,65% para continuar  | Lucca 36,03% para continuar                      | Nick 33,01% para continuar    | Leidy 34,68% para continuar              | Leidy 31,65% para continuar     | Evellin 20,05% para continuar | Leidy 26,82% para continuar   | Lucca 41,13% para vencer   |                 |
| Outras %                                   | Leidy 36,05% para continuar   | Unna 47,32% para continuar                       | Nicole 55,23% para continuar  | Matheus 47,86% para continuar            | Matheus 55,37% para continuar   | Lucca 63,33% para continuar   | Matheus 53,90% para continuar | Lucca 41,13% para vencer   |                 |

## Classificação geral
| Pos. | Participante   | Meio de indicação            | % dos votos (para salvar) | Eliminado em |
| ---- | -------------- | ---------------------------- | ------------------------- | ------------ |
| 1    | Lucca          | Finalistas                   | 41,13%                    | —            |
| 2    | Matheus Torres | Finalistas                   | 34,82%                    | —            |
| 3    | Unna X         | Finalistas                   | 15,36%                    | —            |
| 4    | Leidy Murilho  | Finalistas                   | 8,69%                     | —            |
| 5–6  | Evellin        | Super Batalha                | 11,28%                    | Semana 7     |
| 5–6  | Nicole Louise  | Super Batalha                | 8%                        | Semana 7     |
| 7    | Gael Vicci     | Estrela da Semana (Lucca)    | 13,39%                    | Semana 7     |
| 8–9  | Thália         | Hitmaker (Lucca)             | 12,72%                    | Semana 6     |
| 8–9  | MC Mayarah     | Dono do Palco (Matheus)      | 3,90%                     | Semana 6     |
| 10   | Nick Cruz      | Estrela da Semana (Unna)     | 12,98%                    | Semana 5     |
| 11   | Ramalho        | Indicação da Casa (5 votos)  | 17,46%                    | Semana 4     |
| 12   | Califfa        | Indicação da Casa (5 votos)  | 11,76%                    | Semana 3     |
| 13   | Rodrigo Garcia | Indicação da Casa (10 votos) | 16,65%                    | Semana 2     |
| 14   | Heloísa Araújo | Estrela da Semana (Gael)     | 31,30%                    | Semana 1     |

## Repercussão

### Audiência
- Os dados são providos pelo Kantar IBOPE Media e se referem ao público da Grande São Paulo.

| Data de transmissão | SEG             | TER             | QUA             | QUI             | SEX             | SÁB             | DOM             | Média semanal |
| ------------------- | --------------- | --------------- | --------------- | --------------- | --------------- | --------------- | --------------- | ------------- |
| 13/08 a 18/08/2024  | —               | 13,9            | 8,2             | 14,3            | 14,7            | 10,7            | 9,8             | 11,9          |
| 19/08 a 25/08/2024  | 16,6            | 10,4            | 9,2             | 13,0            | 14,2            | 13,8            | 8,2             | 12,2          |
| 26/08 a 01/09/2024  | 14,2            | 12,3            | 8,1             | 12,6            | 13,3            | 13,9            | 8,8             | 11,9          |
| 02/09 a 08/09/2024  | 13,6            | 12,8            | 13,8            | 11,9            | 10,4            | 11,6            | 9,1             | 11,9          |
| 09/09 a 15/09/2024  | 12,3            | 11,0            | 12,9            | 8,1             | 12,0            | 12,5            | 7,5             | 10,9          |
| 16/09 a 22/09/2024  | 12,3            | 10,0            | 9,1             | 11,0            | 11,8            | 11,6            | 7,9             | 10,5          |
| 23/09 a 29/09/2024  | 11,9            | 10,7            | 8,4             | 10,9            | 13,0            | 12,0            | 8,5             | 10,8          |
| 30/09 a 01/10/2024  | 12,9            | 12,0            | —               | —               | —               | —               | —               | —             |
| 13/08 a 01/10/2024  | Média da edição | Média da edição | Média da edição | Média da edição | Média da edição | Média da edição | Média da edição | 11,5          |

- Em 2024, cada ponto representa 73,2 mil domicílios ou 191,4 mil pessoas na Grande São Paulo.[173]